# Марко Радовановић
Марко Радовановић (Чачак, 3. април 1996) српски је кошаркаш. Игра на позицији крилног центра, а тренутно наступа за Крку. 

## Каријера
Радовановић је поникао у млађим категоријама чачанске Младости, а у јуниоре Црвене звезде стигао је у августу 2013. године. Са црвено-белима је 2014. године освојио Јуниорски турнир Евролиге. У априлу 2014. потписао је професионални уговор са Звездом, али је одмах прослеђен на позајмицу ФМП-у. У ФМП-у је провео пуне две сезоне, а за Звездин први тим никада није ни заиграо. Сезону 2016/17. започео је у Борцу из Чачка, али је у априлу 2017. враћен у ФМП. У јулу 2021. потписао је двогодишњи уговор са Цедевита Олимпијом. Од септембра 2023. игра за Крку.
Са кадетском репрезентацијом Србије је 2012. године освојио бронзану медаљу на Европском првенству. Две године касније био је и део националне селекције која се окитила сребрном медаљом на Европском првенству за јуниоре. За сениорску репрезентацију Србије је дебитовао у квалификацијама за Европско првенство 2022.

## Успеси

### Клупски
- Црвена звезда:
  - Јуниорски турнир Евролиге (1): 2014.

- Цедевита Олимпија:
  - Куп Словеније (1): 2022.
  - Суперкуп Словеније (1): 2021.

### Репрезентативни
- Европско првенство до 16 година:  2012.
- Европско првенство до 18 година:  2014.